# The Distance
The Distance – singiel zespołu Cake, pochodzący z longplaya Fashion Nugget, wydany w 1997 roku. Napisany przez gitarzystę Grega Browna, utwór, zdaniem krytyka serwisu AllMusic Stephena Thomasa Erlewine, "uratował album [Fashion Nugget] od klęski komercyjnej i był głównym powodem zdobycia przez ów statusu platynowej".

## Spis utworów
Sporządzono na podstawie materiału źródłowego.
1. "The Distance" - 3:00
2. "Multiply the Heartaches" - 2:49
3. "Jolene" (Live) - 8:25
4. "It's Coming Down" - 3:44